# Ade (Almeida)
Ade é uma povoação portuguesa do Município de Almeida que foi sede da extinta Freguesia de Ade, freguesia que tinha 7,51 km² de área e 73 habitantes (2011), e, por isso, uma densidade populacional de 9,7 hab/km².
A Freguesia de Ade foi extinta em 2013, no âmbito de uma reforma administrativa nacional, tendo sido agregada às freguesias de Castelo Mendo, Monteperobolso e Mesquitela, para formar uma nova freguesia denominada União das Freguesias de Castelo Mendo, Ade, Monteperobolso e Mesquitela com sede em Monteperobolso.

## População
★ No censo de 1864 figura no concelho de Sabugal. Passou para o actual concelho por decreto de 07/12/1870

| Totais e grupos etários | Totais e grupos etários | Totais e grupos etários | Totais e grupos etários | Totais e grupos etários | Totais e grupos etários | Totais e grupos etários | Totais e grupos etários | Totais e grupos etários | Totais e grupos etários | Totais e grupos etários | Totais e grupos etários | Totais e grupos etários | Totais e grupos etários | Totais e grupos etários | Totais e grupos etários |
| ----------------------- | ----------------------- | ----------------------- | ----------------------- | ----------------------- | ----------------------- | ----------------------- | ----------------------- | ----------------------- | ----------------------- | ----------------------- | ----------------------- | ----------------------- | ----------------------- | ----------------------- | ----------------------- |
|                         | 1864                    | 1878                    | 1890                    | 1900                    | 1911                    | 1920                    | 1930                    | 1940                    | 1950                    | 1960                    | 1970                    | 1981                    | 1991                    | 2001                    | 2011                    |
| Total                   | 161                     | 198                     | 214                     | 218                     | 230                     | 216                     | 205                     | 234                     | 252                     | 248                     | 164                     | 164                     | 130                     | 98                      | 73                      |
| i)                      |                         |                         |                         |                         |                         |                         |                         |                         |                         |                         |                         |                         |                         | 4                       | 1                       |
| ii)                     |                         |                         |                         |                         |                         |                         |                         |                         |                         |                         |                         |                         |                         | 9                       | 2                       |
| iii)                    |                         |                         |                         |                         |                         |                         |                         |                         |                         |                         |                         |                         |                         | 35                      | 36                      |
| iv)                     |                         |                         |                         |                         |                         |                         |                         |                         |                         |                         |                         |                         |                         | 50                      | 34                      |

 i) 0 aos 14 anos; ii) 15 aos 24 anos; iii) 25 aos 64 anos; iv) 65 e mais anos	

## Património
- Edificado: Parque Lúdico (século XX)
- Religioso: 
  - Igreja Matriz (século XIX - 1895)
  - Capela de S. Brás (século XVIII/XIX)
- Arqueológico e Etnográfico:
  - Sepulturas Antropormórficas cavadas na rocha junto do sítio da Quinta das Lapas - Medieval
  - Ara Votiva com inscrição do sítio dos Pichéis - Romano
- Natural e Lazer:
  - Amoreira centenária no Largo Principal (Parque Lúdico)
  - Tronco de Ferragem - século XIX